# 輝ける7つの海
「輝ける7つの海」（Seven Seas of Rhye）は、イギリスのロックバンドのクイーンが、1974年にリリースした楽曲。
この曲の主な作者はフレディ・マーキュリーだが、ミドルエイトのみブライアン・メイによって書かれた。しかし、公式では作者のクレジットはマーキュリーのみとなっている。

## 概要
タイトル及び歌詞の中に登場する"Rhye"はフレディが子供の頃に想像したファンタジー世界の名前である。この名前は3rdアルバム『シアー・ハート・アタック』に収録された「谷間のゆり」にも登場する。
ファースト・アルバム『戦慄の王女』にインストゥルメンタルのバージョンが収録され、その後、フレディ・マーキュリーの歌入りバージョンが、セカンド・アルバム『クイーン II』に収録された。
リリースは前後しているが、アルバムのために録音したものをシングル・カットしている。このシングルは、全英シングルチャートで最高10位を記録した
曲は独特なピアノのアルペジオで始まる。この曲のピアノの演奏は、アルバム『メイド・イン・ヘヴン』に収録されている「イッツ・ア・ビューティフル・デイ（リプライズ)」でサンプリングされている。
2018年に公開された映画『ボヘミアン・ラプソディ』では、この曲をレコーディングするシーンが含まれているが、同映画のサウンドトラック盤『ボヘミアン・ラプソディ (オリジナル・サウンドトラック)』には収録されなかった。

## ライブなどでの演奏
1974年から1976年まではフル演奏され、1986年のマジック・ツアーなどでメドレーの中で演奏された。そのため、DVDの『ラストツアー/クイーン1986』、CDの『クイーン・ライヴ!!ウェンブリー1986』、『ライヴ・マジック』などに収録されている。

## 収録曲

### イギリス盤・アメリカ盤
1. 輝ける7つの海 - Seven Seas of Rhye (Mercury)
2. シー・ホワット・ア・フール・アイヴ・ビーン - See What A Fool I've Been (May)

### 日本盤
1. 輝ける7つの海 - Seven Seas of Rhye (Mercury)
2. ルーザー・イン・ジ・エンド - The Loser In The End (Taylor)

### 再発盤(イギリスのみ)
1. 輝ける7つの海 - Seven Seas of Rhye (Mercury)
2. シー・ホワット・ア・フール・アイヴ・ビーン - See What A Fool I've Been (May)
3. ファニー・ハウ・ラヴ・イズ - Funny How Love Is (Mercury)

## プレイヤー
※出典
- フレディ・マーキュリー - リード・ボーカル、バッキング・ボーカル、ピアノ
- ブライアン・メイ - エレクトリック・ギター、バッキング・ボーカル
- ロジャー・テイラー - ドラムス、ゴング、パーカッション
- ジョン・ディーコン - ベースギター